# Marché commun des céréales de 1954 entre la France et la Tunisie
Le marché commun des céréales de 1954 entre la France et la Tunisie est lancé peu avant l'indépendance de la Tunisie afin d’apporter une aide financière aux producteurs de céréales tunisiennes plus d'une décennie avant les négociations pour mettre en place un marché commun des céréales en Europe.

## Histoire

### Contexte
Sous le protectorat français de Tunisie, les céréales sont représentées essentiellement par le blé dur, qui constitue avec l'olivier l'une des cultures les plus anciennes du territoire, et l’orge, ou encore, dans une moindre mesure, le blé tendre, avec une production de type pluvial ne pouvant bénéficier de l’irrigation en cas de sécheresse mais exportée en partie vers la France métropolitaine. La quasi-totalité des superficies cultivées en blé tendre en Tunisie l'est en EAP A63, l'une des variétés hybrides de blé conçues à l'École d'agriculture de Philippeville.
Dans les dernières années du protectorat, l’agriculture représente encore 29 % de l’activité économique totale. Dans ce contexte, l'importante activité céréalière bénéficie de la dynamique provoquée par la création en France métropolitaine d'un Office national interprofessionnel des céréales. Les statistiques du commerce international des années 1950 font apparaître la vocation exportatrice de la Tunisie, en particulier vers la zone franc ; elle a donc un intérêt à participer à un marché commun, étant donné sa position exportatrice nette de blé dur et d'orge, en profitant du déficit de la récolte métropolitaine de blé dur dont la consommation croît en France.

### Mise en place
L'instauration du marché commun entre la Tunisie et la France métropolitaine revient à une simple harmonisation de deux législations calquées ou presque l'une sur autre. Les textes publiés simultanément dans les journaux officiels français et tunisien du 30 avril 1954 prévoient que le prix de certaines céréales produites en Tunisie est garanti au même taux que celui des céréales métropolitaines. Les céréaliers tunisiens profitent ainsi du prix garanti applicable en France. La France doit absorber un million de quintaux de blé dur par an à un prix moyen supérieur de quelque 2 000 francs par quintal au prix international du blé tendre et d'environ 1 200 francs par quintal au prix international du blé dur, soit un transfert d'un milliard et demi de francs par an financé par les contribuables français, représentant 0,01 % du produit national brut. Côté tunisien, cela représente l'équivalent de près de 20 % de la valeur des exportations de céréales.
Au cours des deux premières années, la Tunisie exporte en moyenne annuelle près d'un million de quintaux de blé dur, même si elle doit importer du blé tendre et de l'orge. Sur la période 1948-1956, elle exporte en moyenne plus de 1,13 million de quintaux de blé dur et 0,69 million de quintaux d'orge vers l'Europe. Le Bulletin technique des agriculteurs du Lauragais mentionne les inquiétudes locales sur les quantités importantes de blé dur tunisien importées en métropole.
Un marché de l'huile d'olive est par ailleurs créé, le 13 novembre 1954, à la suite de longues négociations au terme desquelles est retenue une garantie d'achat à prix fixe.

### Évolutions ultérieures
Ces accords commerciaux sont confirmés par les conventions d’autonomie interne signées le 3 juin 1955 entre le gouvernement français et le gouvernement tunisien. La convention économique et financière qui y est jointe précise que « la France se déclare disposée à aider la Tunisie à écouler ses excédents de production, tant dans les autres pays de la zone franc qu’à l’étranger ». De plus, la création d’une union douanière entre les deux pays renforce ces échanges commerciaux.
Malgré l’indépendance de la Tunisie en 1956, cet accord n’est pas remis en cause. Les agriculteurs français sont encore au nombre de 2 200 dans le pays et, en 1958, leurs exploitations produisent 42 % des céréales tunisiennes ; le gouvernement français est donc conscient de la nécessité de leur apporter des garanties afin de pérenniser leur présence dans le pays.
Le 25 mars 1957, les liens entre la France et la Tunisie ne sont pas oubliés à l’occasion de la signature du traité de Rome créant la Communauté économique européenne. Un « protocole relatif aux marchandises originaires et en provenance de certains pays et bénéficiant d’un régime particulier à l’importation dans un des États membres » précise que « l’application du Traité instituant la Communauté économique européenne n’exige aucune modification du régime douanier applicable, à l’entrée en vigueur du Traité, aux importations en France, de marchandises originaires et en provenance de la Tunisie ». Le marché commun des céréales entre la France et la Tunisie peut donc être reconduit à son terme quatre ans plus tard, le 28 octobre 1958, sous la forme de la signature d’une « convention relative aux échanges céréaliers entre la France et la Tunisie ».
Le principe de l’union douanière est remis en cause le 5 septembre 1959, lorsqu’une nouvelle convention commerciale et tarifaire la remplace par une libre circulation des marchandises entre la France et la Tunisie avec instauration de droits de douane sur certains produits.
Le 12 mai 1964, la nationalisation des terres européennes et l’expulsion des colons français qui y vivent met fin aux aides financières apportées par le gouvernement français au titre de la coopération.